# Rákócziújfalu
Rákócziújfalu är en ort i Ungern.   Den ligger i provinsen Jász-Nagykun-Szolnok, i den centrala delen av landet, 100 km sydost om huvudstaden Budapest. Rákócziújfalu ligger 83 meter över havet och antalet invånare är 2 012.
Terrängen runt Rákócziújfalu är mycket platt. Runt Rákócziújfalu är det ganska tätbefolkat, med 52 invånare per kvadratkilometer. Närmaste större samhälle är Szolnok, 13,9 km norr om Rákócziújfalu. Trakten runt Rákócziújfalu består till största delen av jordbruksmark.